# McConnells
McConnells és una població dels Estats Units a l'estat de Carolina del Sud. Segons el cens del 2000 tenia 287 habitants.

## Demografia
Segons el cens del 2000, McConnells tenia 287 habitants, 101 habitatges i 76 famílies. La densitat de població era de 32,2 habitants/km².
Dels 101 habitatges en un 37,6% hi vivien nens de menys de 18 anys, en un 63,4% hi vivien parelles casades, en un 7,9% dones solteres, i en un 23,8% no eren unitats familiars. En el 23,8% dels habitatges hi vivien persones soles el 10,9% de les quals corresponia a persones de 65 anys o més que vivien soles. El nombre mitjà de persones vivint en cada habitatge era de 2,84 i el nombre mitjà de persones que vivien en cada família era de 3,38.
Per edats la població es repartia de la següent manera: un 27,5% tenia menys de 18 anys, un 7,7% entre 18 i 24, un 33,1% entre 25 i 44, un 23% de 45 a 60 i un 8,7% 65 anys o més.
L'edat mediana era de 36 anys. Per cada 100 dones de 18 o més anys hi havia 94,4 homes.
La renda mediana per habitatge era de 41.875 $ i la renda mediana per família de 61.094 $. Els homes tenien una renda mediana de 26.750 $ mentre que les dones 22.100 $. La renda per capita de la població era de 15.831 $. Entorn del 5,3% de les famílies i el 5,7% de la població estaven per davall del llindar de pobresa.

## Poblacions més properes
El següent diagrama mostra les poblacions més properes.